# Karin Landauer
Karin Landauer (* 1947 in Graz) ist eine österreichische Politikerin (FPÖ) in Ruhe. Landauer war ab 9. Dezember 1987 Abgeordnete zum Wiener Landtag und Mitglied des Gemeinderats und wurde am 9. Dezember 1991 zur Nichtamtsführenden Stadträtin gewählt. Sie gehörte den Wiener Landesregierungen Zilk III, Häupl I, Häupl II und Häupl III an und schied am 18. November 2005 mit der Angelobung der neuen Regierung aus dem Amt. Landauer war über die gesamte Periode ohne Ressort.
Im Oktober 2005 ist sie aus der FPÖ ausgetreten. 